# الشريعة (الرستاق)
الشريعة منطقة سكنية تقع في ولاية الرستاق، التابعة لمحافظة جنوب الباطنة في سلطنة عمان. يقدر عدد سكانها بـ 139 نسمة حسب إحصاء عام 2010 التابع للمركز الوطني للإحصاء والمعلومات الحكومي. رمز المنطقة هو 70140124.
المعالم
المعالم السياحية
يوجد في قرية الشريعة مسجد الشريعة وحيل ضبيعة الذي به مسجد حجري جميل، واحة سنيسل حيث بساتين النخيل الجميلة.
تتواجد العديد من الإفلاج في قرية الشريعة مثل فلج نبعان ويروي واحة سنيسل وفلج العقر يمر بالقرية، وفلج الحيل يمر بالمزارع ويوجد بها أكثر من بئر.
من مميزات قرية الشريعة تواجد شجرة الفرفار وهي اشجار مزهرة بازهار برتقالية جميله تزهرفي شهر فبراير إلى شهر مايو كل سنة.

## أصل التسمية
سميت الشريعة بهذا الاسم لدلالة على كثرة المياه، فهي شريعة الفلج ومنبع الإفلاج وكثرة المياه.

## سكان القرية
اغلب سكان القرية هم من قبيلة المكدمي، كما يوجد بيت واحد قبيلة اليعربي والشريقي، وهم أهل وبينهم صلات قرابة ونسب، ويمتاز أهل القرية بالكرم وطيب الخلق.

## الوصلات الخارجية
- المركز الوطني للإحصاء والمعلومات، سلطنة عمان